# Solsbury Hill (canción)
«Solsbury Hill» es una canción del cantante y compositor inglés Peter Gabriel. Su letra habla del misticismo que el autor experimentó en lo alto de la colina de Solsbury Hill en el condado de Somerset, Inglaterra.
Gabriel escribió la canción tras abandonar el grupo Genesis, del que había sido cantante y principal letrista desde su creación. "Solsbury Hill" fue su primer sencillo como solista.
La canción fue utilizada en varias películas, por ejemplo en la banda sonora original de
Vanilla Sky (2001) y In Good Company (2004), así como en un tráiler no-oficial de El resplandor.
"Solsbury Hill" ha tenido varias versiones hechas por Dave Matthews y Sarah McLachlan, entre otros. En 2025, la cantante australiana Sia prestó su voz para una versión especial a beneficio de la asociación “Humane World for Animals” (anteriormente The Humane Society of the United States y Humane Sociey International) cuya misión es poner fin a la crueldad animal y proteger a los animales en todo el mundo. 

## Solsbury Hill - Erasure
En 2003 el dueto synthpop Erasure, de Vince Clarke y Andy Bell, realizó su propia versión de «Solsbury Hill», convirtiéndose en su vigesimoséptimo disco sencillo publicado, como primer y principal promocional de su álbum de versiones Other People's Songs.

### Descripción
«Solsbury Hill» fue el primer sencillo adelanto de Other People's Songs, un álbum que sólo contiene covers, y marcó el retorno de la banda al "top ten" del ranking británico, llegando al puesto 29 en Alemania y al 7 en Dinamarca.

«Solsbury Hill» fue producido por Erasure y Gareth Jones. La producción adicional y la mezcla estuvieron a cargo de Dave Bascombe y la programación por Martyn Phillips, ambos quienes ya habían trabajado con anterioridad con el dúo.

### Lista de temas
| Sencillo en CD (CDMUTE275) 1. «Solsbury Hill» 4:20 2. «Tell It to Me» 4:17 3. «Searching» 4:14 Sencillo en CD (LCDMUTE275) 1. «Solsbury Hill» (37B Mix) 4:57 2. «Solsbury Hill» (Manhattan Clique Extended Remix) 7:19 3. «Ave Maria» 2:49 DVD Sencillo (DVDMUTE275) 1. «Solsbury Hill» (Radio Mix) 3:55 2. Video Killed the Radio Star (37B Mix) 3:49 3. Dr Jeckyll and Mistress Hyde (Short Film) 5:00 Maxisencillo (9200-2) 1. «Solsbury Hill» (Radio Mix) 3:55 2. «Solsbury Hill» 4:20 3. «Tell It to Me» 4:17 4. «Searching» 4:15 5. Video Killed the Radio Star (37B Mix) 3:49 6. «Solsbury Hill» (37B Mix) 4:57 7. «Solsbury Hill» (Manhattan Clique Extended Remix) 7:19 8. «Ave Maria» 2:49 9. Dr. Jeckyll And Mistress Hyde (Short Film) 5:00 | Vinilo Promo (P12MUTE275) 1. «Solsbury Hill» (Manhattan Clique Extended Remix) 7:19 2. «Solsbury Hill» (Radio Mix) 3:55 3. «Solsbury Hill» (Álbum Versión) 4:20 Vinilo Promo (MUSDJ1300) 1. «Solsbury Hill» (Manhattan Clique Extended Remix) 7:19 2. «Solsbury Hill» (Radio Mix) 3:55 3. «Solsbury Hill» (Álbum Versión) 4:20 CD Promo (RCDMUTE275) 1. «Solsbury Hill» (Mike Spencer Radio Mix) 3:36 2. «Solsbury Hill» (Dave Bascombe Radio Mix) 3:59 CD Promo (VISA7204) 1. «Solsbury Hill» (Laurent F. Mix) 3:28 |

### Créditos
- Este sencillo tiene tres lados B, Tell It to Me y Searching, ambos escritos por (Clarke/Bell) y el tema religioso Ave Maria de (Bach/Gounod), con arreglos de (Clarke/Bell). Originalmente, Tell It to Me y Searching habían sido compuestas para la edición de norteamericana del álbum Loveboat que iba a salir por Maverick Records, pero finalmente no se editaron y terminaron formando parte de este sencillo, años después.
- Algunas sencillos incluyen un remix de la versión del éxito de The Buggles -escrito por (Horn/Downes/Wooley)- Video Killed the Radio Star, esta vez "cantada robóticamente" por un programa de computadora, aporte hecho por Mick Martin.

- En la edición especial también incluye un cortometraje (hecho en casa) parodiando al libro "El extraño caso del doctor Jekyll y el señor Hyde" nombrado "Dr. Jeckyll & Mistress Hyde". En este video Andy es el "Doctor Jeckyll" que luego se convierte en una mujer asesina llamada "Mistress Hyde". El video fue dirigido por el mismo Vince Clarke y fue utilizado en algunos conciertos de la gira The Other Tour del 2003.

### Datos adicionales
Andy Bell se negaba a cantar Video Killed the Radio Star, por lo que se pidió a Mick Martin, uno de los hermanos de Vince Clarke, que le pusiera una voz computarizada. No obstante en el estribillo, cuando repite la frase Video Killed the Radio Star se escucha la voz de Andy Bell, a diferencia de la versión original que aparece en el álbum, donde no canta.

En el DVD y en la edición Maxi del sencillo hay un corto cinematográfico con música incidental.